# La posada de Osaka
La posada de Osaka (大阪の宿 Ōsaka no yado?) es una película dramática y shomin-geki japonesa de 1954 dirigida por Heinosuke Gosho. Está basada en la novela homónima de Takitarō Minakami y producida por la propia productora de Gosho, Studio Eight. Los historiadores del cine consideran está película como una de las obras más importantes, pero también más oscuras, de Gosho.

## Sinopsis
Mita (Shūji Sano) trabaja en una compañía de seguros. Es trasladado a una filial en Osaka tras un altercado con su superior en Tokio. Allí alquila una habitación en la posada Suigetsu en Tosabori que le recomendó un cliente bastante borracho de un restaurante. Mita es un hombre tranquilo, honesto y muy franco que habla libremente con todos los empleados del establecimiento. Así aprende a conocerlos: Otsugi es una viuda de guerra que trabaja para mantener a un hijo al que rara vez ve. Orika está casada con un cocinero que perdió su trabajo y quien constantemente la insta a que le traiga dinero. Oyone es una joven empleada atrevida y lasciva que se acuesta con un huésped de la posada, el Sr. Noro. Ossan, que resulta ser el borracho del bar, es el hermano mayor de la dueña de la posada, trabaja como manitas y se gana la vida con pequeños negocios.
Tawara, un amigo y sobre todo Uwabami, una geisha que tiene bastante éxito en Osaka y que está enamorada de Mita, le visitan regularmente, lo que no deja de crear expectación en la posada. Mita, por su parte, se mantiene distante con Uwabami quien no pertenece a su mundo; se siente bastante atraído por una joven que encuentra todas las mañanas de camino al trabajo. 
Pero poco a poco, Mita se va enfrentando a las preocupaciones de todos, a los pequeños arreglos con la moral y a las dificultades de afrontar las pruebas de la vida. Es testigo de la paulatina transformación de la posada en un burdel y de su negocio en la corrupción que lleva al Sr. Imoto al suicidio por culpa de su superior. Mita no puede evitar reprochárselo, lo que le vale otro traslado. Entonces Mita debe despedirse del pequeño mundo de la posada Suigetsu.

## Elenco
- Shūji Sano como Kyōichi Mita
- Toshio Hosokawa como Tawara
- Nobuko Otowa como Uwabami, una geisha
- Mitsuko Mito como Orika, una posadera
- Hiroko Kawasaki como Otsugi, empleada de la posada.
- Sachiko Hidaricomo como Oyone, empleada de la posada.
- Eiko Miyoshi como la dueña de la posada
- Kamatari Fujiwara como Ossan, su hermano
- Omitsu como la hija del sastre
- Haruo Tanaka como: el jefe de Mita en Osaka
- Jun Tatara como el Sr. Noro
- Hisao Toake como un colega de Mita
- Zekō Nakamura como el maestro de las gárgolas
- Akira Nakamura como el marido de Orika
- Hyō Kitazawa como el Sr. Imoto
- Michiko Megumi como Michiko Imoto, su hija
- Toranosuke Ogawa como el jefe de M. Noro

## Recepción
Después de la película, Dónde se ven chimeneas (煙突の見える場所 Entotsu no mieru basho?) de 1953, La posada de Osaka es la segunda película dirigida por Heinosuke Gosho para Shintōhō, un estudio de cine japonés nacido en 1949. Lo que supuso una ruptura con Tōhō, que recurrió en los años 1950 a grandes maestros como Akira Kurosawa, Kenji Mizoguchi, Yasujirō Ozu o Hiroshi Shimizu para dirigir algunas de sus películas más emblemáticas.
La película compitió por el León de Oro en el Festival de Cine de Venecia de 1954.